# Hamngatan, Marstrand
Hamngatan är en 600–700 meter lång gata i Marstrand. Den går i sydlig riktning längs östsidan av stadsområdet på Marstrandsön och avgränsar stadsområdet från Marstrands hamn. Vid gatans ändar ligger befästningsverken Fredriksborg eller Norra strandverket respektive Södra strandverket. I det förra var Marstrands synagoga inrymd några år efter 1782, det senare färdigställdes 1857 och är ett byggnadsminne.
Hamngatan är liksom Marstrandsön i övrigt praktiskt taget bilfri. 